# Rosa Planas Ferrer
Rosa Planas Ferrer (Palma, 1957) es una escritora, filóloga, crítica literaria e investigadora española.

## Biografía
Doctora en Filología y Filosofía por la UIB, Licenciada en Filosofía y Letras, en la sección de Filología Hispánica (UIB, 1979) y en Filología Catalana, en la especialidad de Lengua (UIB, 1997).
Crítica literaria para la prensa de Mallorca y también en varias revistas especializadas (El Temps, Randa, Transfer, Lluc y Segell, entre otras). En la actualidad (2021) colabora periódicamente en el diario Última Hora y ha sido miembro del consejo de redacción de la revista Lluc así como secretaria de redacción de Segell, Revista d'història i cultura jueves.
Realizó su primera incursión en el mundo de las letras en el género de la poesía, con las obras Letras de Lluvia (Biblioteca Atlántida, 1982) y Regreso a Belvedere (Ed. Devenir, 1993). Es desde su primer libro, durante la década de los años ochenta del XX, que inicia una intensa y prolífica actividad creativa, interesándose tanto por la investigación histórica y la onomástica, cómo por la gestación de novelas de ficción con una gran riqueza de elementos y referentes cultistas. Sus primeras novelas, L'orador dels ocells (Ed. Moll, 1999) y Abraham Savasorda (Lleonard Muntaner, Editor, 2001), disfrutaron de buenas críticas y tuvieron una buena acogida por los lectores. Ambas llamaron la atención de los jurados literarios: L'orador dels ocells resultó finalista del Premio Ciutat de Palma 1999, mientras que, en 2001, la novela Abraham Savasorda fue galardonada con el I Premio Alexandre Ballester de narrativa corta. Su actividad literaria alcanza su esplendor con la publicación de dos obras de difusión internacional editadas por el grupo Planeta: Las máscaras de Florencia (Editorial Planeta, 2004), que ha sido publicada en catalán y castellano (edición de bolsillo) y traducida en lengua rusa a cargo de Vladimir Pravosudov (Editorial Azbooka, 2008) y La ciutat dels espies indefensos (Editorial Planeta, 2006), escrita en catalán y traducida al alemán por la editorial Valentia en 2007 con ocasión de la Feria de #Frankfurt, en la que Rosa Planas participó en calidad de escritora invitada.
Por lo que respeta a la investigación, se ha interesado por temáticas diversas (estudios históricos, onomásticos, ensayos sobre literatura y sobre temática judía, entre otros), que han dado lugar a las obras Els malnoms dels xuetes de Mallorca (s. XVII-XX) (Lleonard Muntaner, Editor, 2003), Literatura i holocausto. Aproximació a una escriptura de crisis (Lleonard Muntaner, Editor, 2006), Introducción al patrimonio cultural (Editorial Trea, 2006), conjuntamente con Francesca Tugores, y Ramon Llull i l'alquímia (Lleonard Muntaner, Editor, 2014). Sobre la historia de Ramon Llull y del lulismo, ha publicado Del Doctor Il·luminat al Doctor Fosc. De Ramon Llull al Doctor Faust (J.J. de Olañeta, 2017); biografía de la mística Margarida Mas Pujol: Anna Maria del Santíssim Sagrament. Vull fer càtedra del teu cor (Ayuntamiento de Palma, 2017); ensayo sobre las bibliotecas y los libros: Libre entre Libros (J.J. de Olañeta, 2019), publicado también en la misma #editorial en versión catalana Liure entre Llibres; estudio sobre los rituales de la muerte: L'espectacle de la mort a la Mallorca del segle XIX (Lleonard Muntaner, Editor, 2020).
Su labor como escritora fue reconocida en 2007, cuando le concedieron el Premio Ramon Llull, otorgado por el Gobierno de las Islas Baleares. En 2015 recibió la distinción de la asociación Amics de Patrimoni, por su tarea en defensa del patrimonio cultural y artístico de Mallorca.
El 2011 publicó La veu de la caputxa (Editorial Columna, 2011).
En 2013 ganó el Premi Ciutat de Manacor Maria Antònia Oliver de Novela por Nòmina encriptada (Edicions Món de Llibres, 2014).

## Obras

### Poesía
- Letras de Lluvia (finalista Biblioteca Atlántida, 1982)
- Regreso a Belvedere (Ed. Devenir, 1993)
- Calendari íntim (Lleonard Muntaner, Editor, 2015)
- Carta din viata inferiora [Llibre de la vida inferior]. Revista APOSTROF. Revista a uniunii scriitorilor, anul XXVIII, 2017, nr. 10 (329). Traducció de Jana Balacciu Matei.

### Novela
- L'orador dels ocells (Ed. Moll, 1999)
- Abraham Savasorda (Lleonard Muntaner, Editor 2001)
- Las máscaras de Florencia (Editorial Planeta, 2004) en versió catalana
- La ciutat dels espies indefensos (Editorial Planeta, 2006)
- La veu de la caputxa (Editorial Columna, 2011)
- Nòmina encriptada (Edicions Món de llibres, 2014)

### Ensayo
- Els malnoms dels xuetes de Mallorca (s. XVII-XX)(Lleonard Muntaner, Editor, 2003)
- Literatura i Holocaust: Aproximació a una escriptura de crisi (Lleonard Muntaner, Editor, 2006)
- Introducción al patrimonio cultural (Editorial Trea, 2006)
- Ramon Llull i l'alquímia (Lleonard Muntaner, Editor, 2014[9]

- Del Doctor Il·luminat al Doctor Fosc. De Ramon Llull al Doctor Faust, amb pròleg de Lola Badia (José J. De Olañeta, Editor, col. La Foradada, 2017)
- Del Doctor Il·luminat al Doctor Fosc. De Ramon Llull al Doctor Faust, amb pròleg de Lola Badia (José J. De Olañeta, Editor, col. Galatzó, 2017)
- Anna Maria del Santíssim Sagrament. Vull fer càtedra del teu cor (Ayuntamiento de Palma de Mallorca, 2017)
- Lliure entre Llibres (J.J. de Olañeta, 2019), publicat també a la mateixa editorial en versió espanyola Libre entre Libros, 2019.
- L’espectacle de la mort a la Mallorca del segle XIX (Lleonard Muntaner, Editor, 2020)

## Premios
- Premio Alexandre Ballester de narrativa curta (2001): Abraham Savasorda.
- Medalla Ramon Llull de la Comunidad de las Islas Baleares (2007).
- Premio Ciudad de Manacor (2013): Nòmina encriptada.